# Frederick Remann
Frederick Remann, född 10 maj 1847 i Vandalia i Illinois, död 14 juli 1895 i Vandalia i Illinois, var en amerikansk politiker (republikan). Han var ledamot av USA:s representanthus från mars 1895 fram till sin död.
Remann efterträdde 1895 William St. John Forman som kongressledamot men avled senare samma år i ämbetet.
Remann gravsattes på South Hill Cemetery i Vandalia i Illinois.